# Hopea pachycarpa
Espèce
Synonymes
- Balanocarpus pubescens Ridl.[2]
- Hopea resinosa Symington[2]
- Pierrea pachycarpa F.Heim[2]
- Pierreocarpus pachycarpus Ridl. ex Symington[2]

Statut de conservation UICN

 VU A1c+2c : Vulnérable
Hopea pachycarpa est une espèce de plantes du genre Hopea de la famille des Dipterocarpaceae.